# Лобачёв, Анатолий Леонидович
Анатолий Леонидович Лобачёв (бел. Анатоль Леанідавіч Лабачоў; 14 марта 1939 — 19 августа 2019) — советский и белорусский спортсмен и тренер по тяжёлой атлетике. Заслуженный тренер Белорусской ССР (1977), Заслуженный тренер СССР (1984), Заслуженный тренер Республики Беларусь.

## Биография
Родился 14 марта 1939 года.
Занимался тяжёлой атлетикой. Свою тренерскую деятельность начал в 1968 году в качестве тренера по тяжелой атлетике Могилевского областного совета ДСО «Спартак». В 1974 году окончил Белорусский государственный институт физической культуры.
Работал тренером-преподавателем отделения тяжелой атлетики в Могилевском государственном училище олимпийского резерва, имел высшую квалификационную категорию. Являлся членом президиума республиканской федерации тяжелой атлетики. Был членом КПСС.
За свою многолетнюю работу Анатолий Лобачев внес большой вклад в развитие тяжелой атлетики в Могилеве, Могилевской области и в Республике Беларусь.
С 1999 по 2000 годы А. Л. Лобачёв возглавлял национальную команду Республики Беларусь по тяжелой атлетике, завоевавшую на XXVII Летних Олимпийских играх две бронзовые медали. Подготовил двадцать пять мастеров спорта международного класса и более ста мастеров спорта Республики Беларусь; в их числе чемпиона мира и Европы по тяжелой атлетике, серебряного призёра XXVIII и XXIX летних Олимпийских игр — Андрея Рыбакова и чемпиона Европы — Виталия Дербенёва. В 2013 году на чемпионате мира по тяжелой атлетике воспитанники Лобачёва — Екатерина Шкуратова и Дина Сазановец стали бронзовыми призёрами, а Андрей Рыбаков в рывке завоевал золотую медаль.
Умер 19 августа 2019 года.

## Семья
- Сын — Павел Анатольевич Лобачев (род. 1972), государственный советник таможенной службы Республики Беларусь III ранга, начальник Витебской таможни (с 2018)[6][7]

## Турнир по тяжелой атлетике памяти А.Л. Лобачева
В период с 6 по 8 мая 2024 в Могилеве прошёл первый открытый турнир Могилевской  области, памяти Заслуженного тренера БССР, Почетного гражданина г.Могилева Анатолия Леонидовича Лобачева по тяжелой атлетике.
В открытии соревнований приняли участие почетные гости: работники спортивной отрасли, воспитанники и родственники А.Л. Лобачева. Соревнования собрали около 150 спортсменов из Могилева и Могилевской области.

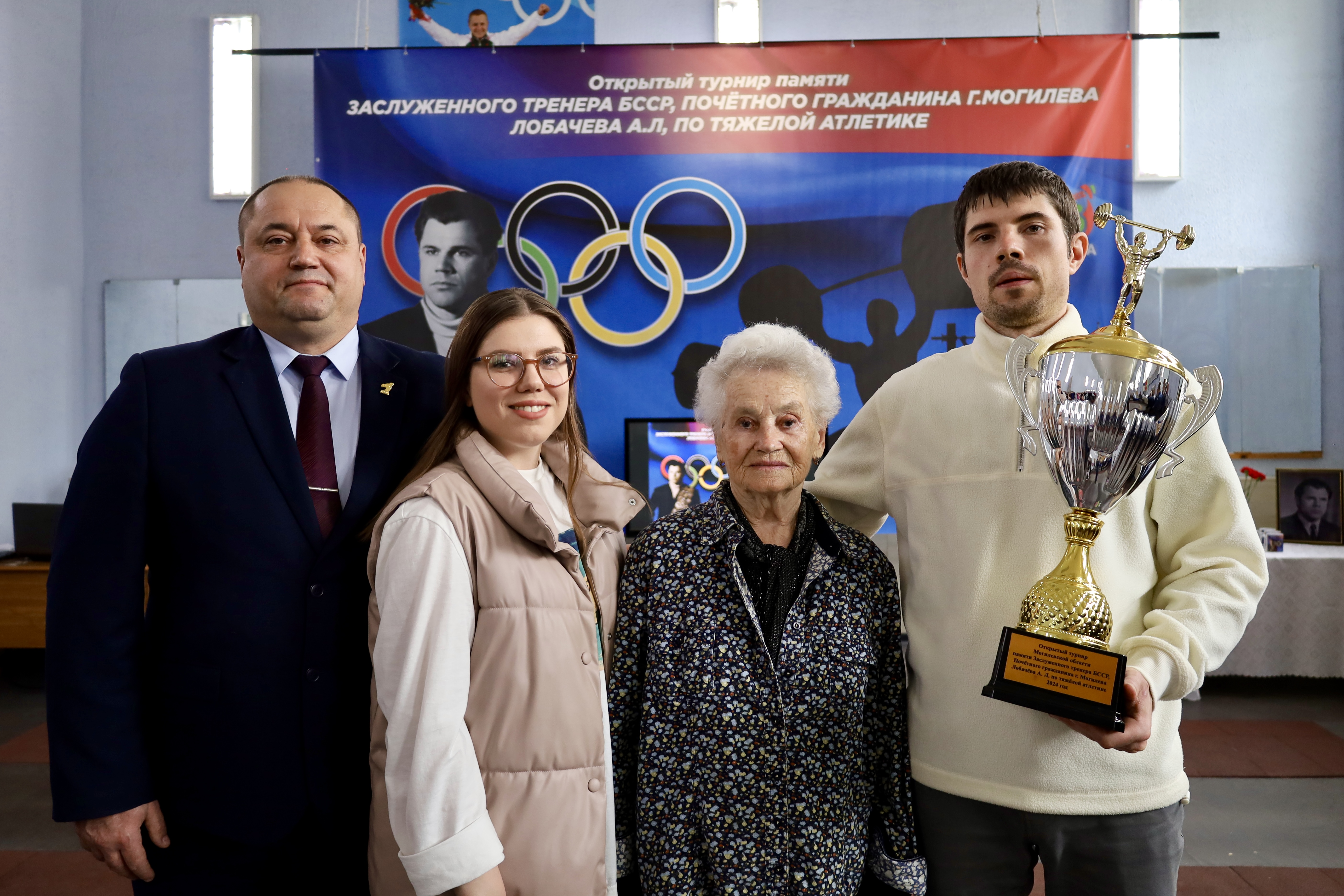

## Награды
- медаль «За доблестный труд. В ознаменование 100-летия со дня рождения Владимира Ильича Ленина» (1970).
- грамоты Верховного Совета Белорусской ССР (1976, 1979).
- медаль «За трудовые заслуги» (2001).
- медали «За выдающиеся заслуги» Национального олимпийского комитета Республики Беларусь (2009, 2010).
- специальная премия Президента Республики Беларусь «Белорусский спортивный Олимп» (2014).
- орден Почёта (2014)[9].
- почётный гражданин Могилева (2014)[4].